# مهمة أكسيوم 2
مهمة أكسيوم 2Axiom Mission) 2) أو (Ax-2) هي مهمة طاقم خاص مستمرة حاليًا إلى محطة الفضاء الدولية (ISS)، التي تديرها شركة أكسيوم سبيس بالتعاون مع الهيئة السعودية للفضاء. تم إطلاق Ax-2 في 21 مايو 2023 على سبيس إكس فالكون 9 وهي حاليًا في طريقها إلى محطة الفضاء الدولية، ومن المتوقع أن تصل في 22 مايو.
في وقت سابق من شهر مايو، أعلنت وكالة ناسا أن المهمة ستنطلق في 21 مايو 2023، ومن المتوقع أن تلتحم بمحطة الفضاء الدولية في اليوم التالي.
في ديسمبر 2021، أكدت وكالة ناسا أن المهمة ستطير على متن دراجون 2.

## الطاقم
يضم الطاقم رائد فضاء ناسا سابقًا بيجي ويتسون كقائد مهمة وجون شوفنر كطيار. أخصائيون البعثة هما علي القرني وريانة برناوي من الهيئة السعودية للفضاء.
في 22 سبتمبر 2022، أعلنت شركة اكسيوم سبيس أنها دخلت في شراكة مع هيئة الفضاء السعودية لإرسال رواد فضاء سعوديين على Ax-2 للبحث في السرطان، والبذر السحابي، والجاذبية الصغرى في الفضاء. ستشمل هذه المهمة أول رائدة فضاء سعودية تصل إلى الفضاء.
في 11 يناير 2022، أعلنت شركة أكسيوم أن العقيد بالقوات الجوية الإيطالية (ItAF) والتر فيلادي هو أول رائد فضاء دولي محترف للشركة. تم اختيار الكولونيل فيلادي من قبل أكسيوم كعضو احتياطي في الطاقم لـ Ax-2.

## الطاقم الرئيسي
| الرتبة            | رائد الفضاء                                                    | رائد الفضاء                                                    |
| ----------------- | -------------------------------------------------------------- | -------------------------------------------------------------- |
| قائد مركبة فضائية | بيجي ويتسون, أكسيوم سبيس رابع رحلة فضائية                      | بيجي ويتسون, أكسيوم سبيس رابع رحلة فضائية                      |
| طيار              | جون شوفنير, رائد فضاء تجاري أول رحلة فضائية                    | جون شوفنير, رائد فضاء تجاري أول رحلة فضائية                    |
| أخصائي مهمة 1     | علي القرني (رائد فضاء), الهيئة السعودية للفضاء أول رحلة فضائية | علي القرني (رائد فضاء), الهيئة السعودية للفضاء أول رحلة فضائية |
| أخصائي مهمة 2     | ريانة برناوي, الهيئة السعودية للفضاء أول رحلة فضائية           | ريانة برناوي, الهيئة السعودية للفضاء أول رحلة فضائية           |

## الطاقم الإحتياطي
| الرتبة            | الرائد                             | الرائد                             |
| ----------------- | ---------------------------------- | ---------------------------------- |
| قائد مركبة فضائية | / مايكل لوبيز اليجريا, أكسيوم سبيس | / مايكل لوبيز اليجريا, أكسيوم سبيس |
| طيار              | القوات الجوية الإيطالية            | القوات الجوية الإيطالية            |
| اخصائي مهمة 1     | علي الغامدي الهيئة السعودية للفضاء | علي الغامدي الهيئة السعودية للفضاء |
| اخصائي مهمة 2     | مريم فردوس الهيئة السعودية للفضاء  | مريم فردوس الهيئة السعودية للفضاء  |

## روابط خارجية
- أكسيوم سبيس (الموقع الرسمي)